# Thyl Ulenspiegel
Thyl Ulenspiegels Abenteuer (Tijl Uilenspiegel) ist eine zwischen 1951 und 1953 erschienene frankobelgische Comicserie.

## Handlung
Thyl Ulenspiegel, Nele und Lamme Goedzak unterstützten die Geusen, die niederländischen Freiheitskämpfer, im Kampf gegen die spanischen Besatzer und können in der neuen Welt Unruhen zwischen einer niederländischen Handelsstation, dem späteren New York, und den einheimischen Indianern verhindern.

## Hintergrund
Der Texter und Zeichner Willy Vandersteen bearbeitete die Figuren aus dem Roman Die Mär von Eulenspiegel und Lamme Goedzak und ihren heroischen, ergötzlichen und rühmlichen Abenteuern in Flandern und anderen Landen des belgischen Schriftstellers Charles De Coster für eine Comicveröffentlichung. Der Serie erschien zwischen 1951 und 1953 im flämischen Kuifje und im wallonischen Tintin und kam von 1991 bis 1992 in Kuifje und Hello Bédé erneut zum Abdruck. Standaard Uitgeverij und Le Lombard begannen 1954 die Albenausgabe. Im deutschsprachigen Raum veröffentlichte Becker & Knigge beide Geschichten.

## Geschichten
- Der Aufstand der Geusen (Opstand der Geuzen, Kuifje, 1951–1952, 66 Seiten)
- Fort Amsterdam (Fort Oranje, Kuifje, 1953, 53 Seiten)

## Trivia
Im Stadtmuseum von Mölln befindet sich eine Bronzeskulptur von Albert Poels mit dem Titel Thyl Eulenspiegel, Nele und Lamme Goeldzak von 1952. 